# 74P/Smirnova-Chernykh
74P/Smirnova–Chernykh is een periodieke komeet met een omlooptijd van 8,53 jaar. De komeet valt binnen de definitie van het Encke-type met (TJupiter > 3; a < aJupiter) en is een Quasi-Hilda-komeet.
In maart 1975 ontdekte Tamara Smirnova de komeet bij het bestuderen van beeldmateriaal afkomstig van het Astrofysisch Observatorium van de Krim. Haar collega Nikolaj Tsjernych bevestigde later die maand haar bevindingen. Op de beeldopnamen ten tijde van de ontdekking had de komeet een schijnbare magnitude van ~15. In het jaar van ontdekking (1975) bereikte de komeet zijn perihelium op 6 augustus.
De 74P/Smirnova–Chernykh-komeet heeft een geschatte diameter van 4,46 km en volgt tegenwoordig een baan die zich volledig binnen die van Jupiter bevindt.
De komeet was eerder, in 1967, gefotografeerd, maar werd toen geïdentificeerd als een planetoïde en kreeg de voorlopige naam "1967 EU" toegewezen.